# Bursellia
Bursellia Holm, 1962 è un genere di ragni appartenente alla famiglia Linyphiidae.

## Distribuzione
Le otto specie oggi attribuite a questo genere sono state rinvenute in Africa centrale: prevalentemente Camerun e Tanzania che vantano due endemismi ciascuno e Kenya e Congo con un endemismo. La specie dall'areale maggiore è la B. setifera.

## Tassonomia
A maggio 2011, si compone di 8 specie e 1 sottospecie:
- Bursellia cameroonensis Bosmans & Jocqué, 1983 — Camerun
- Bursellia comata Holm, 1962 — Congo, Uganda
  - Bursellia comata kivuensis Holm, 1964 — Congo
- Bursellia gibbicervix (Denis, 1962) — Tanzania
- Bursellia glabra Holm, 1962[3]  — Congo, Kenya
- Bursellia holmi Bosmans, 1977 — Kenya
- Bursellia paghi Jocqué & Scharff, 1986 — Tanzania
- Bursellia setifera (Denis, 1962) — Camerun, Congo, Kenya, Tanzania, Malawi
- Bursellia unicornis Bosmans, 1988 — Camerun